# Liste der Monuments historiques in Merles-sur-Loison
Die Liste der Monuments historiques in Merles-sur-Loison führt die Monuments historiques in der französischen Gemeinde Merles-sur-Loison auf.

## Liste der Objekte
| Bezeichnung                       | Beschreibung                                               | Standort                           | Kennzeichnung | Schutzstatus | Datum | Bild |
| --------------------------------- | ---------------------------------------------------------- | ---------------------------------- | ------------- | ------------ | ----- | ---- |
| Kelch                             | Silber, um 1680                                            | in der Kirche St-Christophe (Lage) | PM55001024    | Classé       | 1994  |      |
| Altarkreuz                        | Messing, zweite Hälfte des 18. Jahrhunderts                | in der Kirche St-Christophe (Lage) | PM55002077    | Inscrit      | 1991  |      |
| Gemälde Jesus und die Samariterin | Ölfarbe auf Leinwand, Holzrahmen, 1853 von Sébastien Dulac | in der Kirche St-Christophe (Lage) | PM55002079    | Inscrit      | 1992  |      |
| Gemälde Mariä Verkündigung        | Ölfarbe auf Leinwand, Holzrahmen, 1853 von Sébastien Dulac | in der Kirche St-Christophe (Lage) | PM55002078    | Inscrit      | 1992  |      |